# En Avant Estuaire FC
Der En Avant Estuaire FC ist ein gabunischer Fußballklub mit Sitz in der Hauptstadt des Landes Libreville.

## Geschichte
Der Klub wurde im Jahr 1986 als Delta Sports oder Delta FC gegründet. Zur Saison 1988/89 gelang der Mannschaft der Aufstieg in das erstklassige Championnat National D1. 1991/92 gewann der Verein mit dem Coupe du Gabon erstmals ein Titel auf nationaler Ebene. An der Saison 1995 nahm der Klub zwischenzeitlich aus unbekannten Gründen nicht teil.
Nach einer kurzen Abstinenz gelingt der Mannschaft schließlich zur Saison 2004 dann wieder Aufstieg aus der Zweiten Liga. Seit der Saison 2004 firmierte der Klub dann als Delta Téléstar Gabon Télécom FC. Im Jahr 2005 gelang dem Klub der Gewinn des UNIFFAC Clubs Cup. Am Ende der Spielzeit 2007/08 hätte der Klub mit 17 Punkten über den zwölften Platz eigentlich absteigen müssen. Da die Aufsteiger jedoch zurückzogen, durfte die Mannschaft in der Klasse verbleiben.
Die Saison 2008/09 endete für Delta wieder auf dem letzten Platz. Diesmal kam noch hinzu, dass durch eine Entscheidung der FIFA sechs Punkte abgezogen wurden, da ein vorheriger Trainer nicht bezahlt wurde. Eigentlich hätte es durch eine Aufstockung der höchsten Spielklasse keine Absteiger gegeben. Jedoch musste Delta auf Druck durch die FIFA schließlich final dann doch mit sieben Punkten absteigen.
Trotzdem tauchte der Klub nun zur Saison 2009/10 wieder auf, nun aber unter dem bis heute gültigen Namen En Avant Estuaire FC. Nach der darauf folgenden Spielzeit 2010/11 landete die Mannschaft mit 17 Punkten jedoch erneut auf dem 14. und damit letzten Platz. Somit ging es nun endgültig runter in die Zweite Spielklasse. Bis heute ist der Klub nicht mehr in den obersten Spielklassen aufgetaucht, ob er noch existiert ist auch nicht bekannt.